# Mormodes aurantiaca
Mormodes aurantiaca är en orkidéart som beskrevs av Rudolf Schlechter. Mormodes aurantiaca ingår i släktet Mormodes och familjen orkidéer. Inga underarter finns listade i Catalogue of Life.